# Saint-Geniès-de-Varensal
Saint-Geniès-de-Varensal là một xã thuộc tỉnh Hérault trong vùng Occitanie phía nam nước Pháp.